# Cuộc Thanh trừng Hồng quân 1941

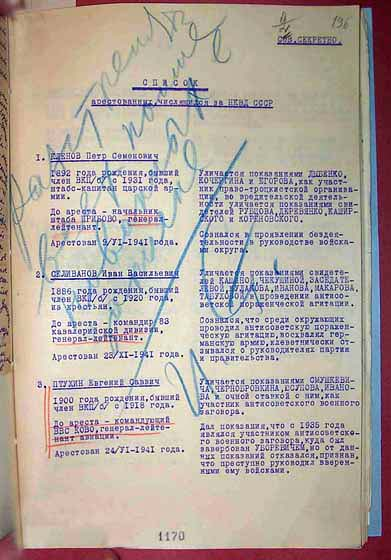
Đề nghị Beria 29.1.1942, hành quyết 46 tướng lãnh. Quyết định Stalin: " Bắn tất cả những tên trong danh sách trước. – J. St."

Giữa tháng 10 năm 1940 và tháng 2 năm 1942, mặc dù lúc đó Đức Quốc xã đang tấn công liên tục vào Liên Xô từ tháng 6 năm 1941, Hồng quân, đặc biệt là Không quân Liên Xô, cũng như các ngành kỹ nghệ quân sự là những đối tượng bị thanh trừng bởi Stalin.

## Bối cảnh
Đại thanh trừng chấm dứt năm 1939. Trong tháng 10 năm 1940, NKVD với người lãnh đạo mới Lavrenty Beria, bắt đầu một cuộc thanh trừng mới mà ban đầu xảy ra tại Ủy ban nhân dân đạn dược, Ủy ban nhân dân kỹ nghệ hàng không và Ủy ban nhân dân vũ trang. Nhữnng cán bộ cao cấp nhận tội, thường vì bị tra tấn, rồi đối chứng với những người khác. Nạn nhân bị bắt vì những cáo trạng bịa ra là có những hoạt động chống Liên Xô, phá hoại, và làm gián điệp. Làn sóng bắt giữ trong các ngành kỹ nghệ quân sự kéo dài cho tới 1941.

## Thanh trừng 1941
Trong tháng 4-tháng 5 năm 1941, một điều tra của Bộ Chính trị Liên Xô về mức tAi nạn cao trong không quân dẫn tới việc nhiều lãnh đạo bị mất chức, trong đó có người đứng đầu không quân, trung tướng Pavel Rychagov. Trong tháng 5, một chiếc máy bay Đức Junkers Ju 52 đáp xuống Moskva mà không bị lực lượng phòng không phát hiện, dẫn tới việc bắt bớ một loạt các lãnh đạo không quân. NKVD chẳng bao lâu tập trung theo dõi họ và bắt đầu điều tra một âm mưu nghi ngờ chống Liên Xô của gián điệp Đức trong quân đội, chủ yếu trong không quân có liên hệ tới những âm mưu trong quân đội thời kỳ 1937–1938. Những người bị tình nghi đã bị chuyển từ các trại tạm giam của cục phản gián quân đội Hồng quân sang NKVD. Những vụ bắt bớ tiếp theo tiếp tục sau cả khi Đức tấn công Liên Xô mà bắt đầu ngày 22.6.1941.
Các tướng lĩnh đã bị bắt giữ:
- Dân ủy Đạn dược Ivan Sergeyev (bị bắt ngày 30/05/1941, tử hình ngày 23/02/1942)
- Dân ủy Vũ khí Boris Vannikov (bị bắt ngày 07/06/1941, được thả ngày 25/07/1941)
- Đại tướng Kirill Meretskov, Anh hùng Liên Xô (1940), phái viên của Stavka ở Phương diện quân Tây Bắc (bị bắt ngày 22/6/1941, được thả ngày 06/09/1941)
- Thượng tướng Aleksandr Loktionov, Tư lệnh Quân khu đặc biệt Baltic (bị bắt ngày 19/06/1941, tử hình ngày 28/10/1941)
- Thượng tướng Grigory Shtern, Anh hùng Liên Xô (1939), Tổng cục trưởng Tổng cục Phòng không (bị bắt ngày 07/06/1941, tử hình ngày 28/10/1941)
- Trung tướng Pyotr Klyonov, Tham mưu trưởng Phương diện quân Tây Bắc (bị bắt ngày 11/07/1941, tử hình ngày 23/02/1942)
- Trung tướng Ivan Selivanov, Tư lệnh Sư đoàn kỵ binh số 83 (bị bắt 22/11/1941, tử hình ngày 23/02/1942)
- Trung tướng không quân Pavel Alekseyev, Trợ lý Tư lệnh Không quân Quân khu Volga (bị bắt ngày 19/06/1941, tử hình ngày 23/02/1942)
- Trung tướng không quân Ivan Proskurov, Anh hùng Liên Xô (1937), Chỉ huy tưởng không quân Tập đoàn quân số 7 - người đã cảnh báo Stalin về việc Hồng quân chưa chuẩn bị tốt để đối đầu với Đức Quốc Xã (bị bắt ngày 27/06/1941, tử hình ngày 28/10/1941)
- Trung tướng không quân Pyotr Pumpur, Anh hùng Liên Xô (1937), Tư lệnh Không quân Quân khu Moskva (bị bắt ngày 31/05/1941, tử hình ngày 23/03/1942)
- Trung tướng không quân Pavel Rychagov, Anh hùng Liên Xô (1936), Tư lệnh Không quân Hồng quân (bị bắt ngày 24/06/1941, tử hình ngày 14/04/1941)
- Trung tướng không quân Yakov Smushkevich, Anh hùng Liên Xô (1937 và 1939), Tổng Thanh tra Không quân Hồng quân (bị bắt ngày 08/06/1941, tử hình ngày 28/10/1941)
- Thiếu tướng không quân Sergey Chernykh, Anh hùng Liên Xô (1936), Tư lệnh Sư đoàn Hàng không Liên hợp số 9 (bị bắt ngày 08/07/1941, tử hình ngày 16/10/1941)
- Thiếu tướng không quân Ernst Schacht, Anh hùng Liên Xô (1936), Phó tư lệnh Không quân Quân khu Oryol (bị bắt ngày 30/05/1941, tử hình ngày 23/02/1942)